# Río Jihlava
El río Jihlava es un río de la región checa de Vysočina, al sur del país, de 180 km de longitud, un afluente del río Svratka —cuenca hidrográfica del Danubio—. Pasa por la ciudad de Jihlava.